# Villamosvasúti nagymozdonyok
A Villamosvasúti (nagy)mozdonyok a budapesti villamosvonalakon teherszállításra használt mozdonyokat jelentik megkülönböztetésűl a kisebb méretű villamosvasúti kismozdonyoktól.

## Történetük
A 19. század második felétől kiépült budapesti villamoshálózatban számos nagyüzem iparvágányát kapcsolták. A budapesti közlekedési vállalatok (amelyeknek utódja a Budapest Székesfővárosi Közlekedési Rt., majd a Budapesti Közlekedési Vállalat volt) egészen 1996-ig teherszállításra is használták a villamosvonalakat. A forgalmat vagy közvetlenül MÁV mozdonyokkal, vagy saját járművekkel fedezték. 
A saját, normál méretű villamosmozdonyok nem sorolhatóak egy típusba. Különböző időpontokban (jellemzően a 20. század elején) készültek, és különböző ideig voltak használatban. Napjainkra kivétel nélkül valamennyit kivonták a forgalomból, és nagy többségüket el is bontották. Archív fényképek tanúskodnak csak egykori létezésükről.

## Az ismert mozdonyok listája

### Kizárólag mozdonyok
| Pályaszám | Gyártási év | Selejtezési év | Életkora a selejtezéskor | Megjegyzés   |
| --------- | ----------- | -------------- | ------------------------ | ------------ |
| 7080      | 1957        | 1983. dec. 31. | 26 év                    |              |
| 7210      | 1917        | 1981. jan. 10. | 64 év                    | "BÚR bivaly" |
| 7211      | 1917        | 1970-es évek   | 50-60 év                 | "BÚR bivaly" |

### Motoros fedett teherkocsik mozdonyként alkalmazva
Az úgynevezett „Muki”-kal külön szócikk foglalkozik.
| Pályaszám | Gyártási év | Selejtezési év | Életkora a selejtezéskor | Megjegyzés                                       |
| --------- | ----------- | -------------- | ------------------------ | ------------------------------------------------ |
| 7000      | 1902        | 1959           | 57 év                    | 1949-ben Debrecenbe került.                      |
| 7002      | 1904        | 1958 után      | 54< év                   | 1958-ban a HÉV-hez került (2007-es pályaszámon). |
| 7003      | 1904        | 1958 után      | 54< év                   | 1958-ban a HÉV-hez került (2008-as pályaszámon). |
| 7004      | 1904        | 1990           | 86 év                    | 1960-ban Miskolcra került.                       |
| 7005      | 1898        | n. a.          | n. a.                    |                                                  |
| 7006      | 1898        | n. a.          | n. a.                    |                                                  |
| 7007      | 1904        | 1973           | 69 év                    | 1955-ben Miskolcra került.                       |